# Matt Brase
Matthew Brase, detto Matt (Tucson, 15 giugno 1982), è un allenatore di pallacanestro statunitense.

## Carriera
Una volta terminata la carriera da giocatore NCAA con Arizona Wildcats, entra nello staff tecnico della stessa formazione contribuendo al raggiungimento delle Sweet 16 nella stagione 2008-09. Dal 2009 al 2011 passa alla Grand Canyon University.
Nel 2011 il salto in NBA, prima nello staff basketball operations degli Houston Rockets, quindi dal 2012 è assistente in NBA Development League dei Rio Grande Valley Vipers. Dal 2013 al 2015 è Director of Operations degli Houston Rockets prima di tornare in panchina, questa volta da capo allenatore, con i Rio Grande Valley Vipers ottenendo un record di 90-60. Dal 2018, dopo un'esperienza da commissario tecnico della nazionale di Haiti, fa ritorno stabilmente in NBA. Per due stagioni è assistente di Mike D'Antoni ai Rockets, mentre nel 2021 entra nello staff tecnico dei Portland Trail Blazers.
Il 5 luglio 2022 viene nominato capo allenatore della Pallacanestro Varese.
Il 20 luglio 2023 entra nello staff tecnico dei Philadelphia 76ers.